# Pétunia
Pour les articles homonymes, voir Petunia et Petunia (homonymie).
Taxons concernés
- Dans la famille des Solanaceae :  
  - genre Petunia
  - genre Calibrachoa
- Dans la famille des Acanthaceae (Québec):  
  - espèces du genre Ruelliamodifier

Le mot « pétunia », également « saint-joseph » au Québec, est un nom vernaculaire désignant les espèces du genre Petunia au sens de Jussieu. Depuis la révision taxonomique de Wijsman (1990), ce taxon est divisé en deux genres, Petunia et Calibrachoa. Dans un usage québécois, le nom vernaculaire « pétunia » désigne aussi des espèces du genre Ruellia. Les pétunias comportent de nombreux hybrides et cultivars ornementaux.

## Étymologie
Le nom pétunia provient de mots de langues tupi-guarani indigènes du Brésil : en tupi petyma, petyn, en guarani pety désignent le tabac. En français commun, le terme de pétun fut concurremment utilisé avec tabac à partir du XVIe siècle  et est resté longtemps en usage aux Antilles françaises et en bas-breton sous la forme de butun.

## Nomenclature scientifique

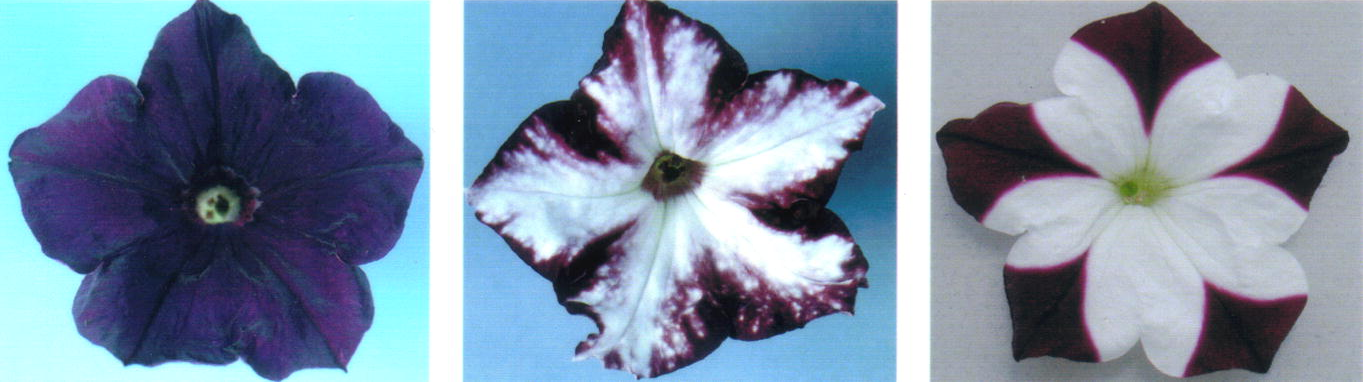
Variation phénotypique de la couleur des fleurs chez le pétunia.

Lorsque le botaniste  Antoine-Laurent de Jussieu  établit le genre Petunia sur la base de matériel récolté par Commerson en Uruguay, il utilisa cette racine nominale tupi-guarani en raison de la proximité de ces plantes avec le tabac (Nicotiania tabacum), classé dans la même famille des Solanacées. Il semble en outre que les pétunias aient été fumés comme le tabac par les Indiens ou qu'ils les introduisaient dans des préparations magiques lors de leurs rituels religieux.
La nomenclature du genre Petunia est compliquée en raison de nombreuses révisions taxonomiques. Le genre Petunia qui du temps de Jussieu ne comportait que deux espèces s'est rapidement enrichi de nouvelles espèces. La première monographie du genre Petunia (Fries 1911) acceptait 27 espèces. L'ouvrage de référence le Mabberley's Plant-Book (2008) indique environ 40 espèces.
Le terme vernaculaire de "pétunia" correspond au terme botanique Petunia au sens de Jussieu. Mais comme souvent, la taxonomie scientifique connaît de nombreux bouleversements que la terminologie vernaculaire n'est pas en mesure de suivre. Wijsman et de Jong (1985) conclurent d'une étude des interrelations dans le genre Petunia qu'il devait être divisé en deux groupes. Pour conserver le terme générique vernaculaire de "pétunia" pour les Petunia cultivés dans les jardins, les chercheurs sont convenus en 1990 de séparer le genre Calibrachoa du genre Petunia et de transférer les espèces reliées à Petunia parviflora à n=9 chromosomes dans Calibrachoa et de garder les espèces à n=7 chromosomes dans le genre Petunia révisé par Wijsman (1990). En 1999, Ando et als reconnaissaient 15 espèces de Petunia sensu Wijsman.

## Autres usages
En français du Québec, le terme pétunia désigne en outre certaines espèces du genre Ruellia (famille des Acanthaceae) croissant en Amérique. Il s'agit du calque de l'anglais wild pétunias pour les Ruellia devenant  pétunias sauvages au Québec.[réf. souhaitée]
Ruellia tuberosa, très commune aux Antilles françaises, y est connue sous le nom de patate-chandelier en Guadeloupe et d'ipéca bâtard en Martinique.

## Dispersion de pétunia transgénique
En 2015 Teemu Teeri, un biologiste finlandais spécialiste des pigments végétaux découvre par hasard dans les plates-bandes d'une rue d'Helsinki des pétunias orange vif qui lui rappellent des expérimentations biotechnologiques faites sur des plantes 30 ans auparavant. Par curiosité il en prélève un échantillon, qui révèlera de l'ADN étranger (de même pour des graines de pétunias orangés achetées en ligne). Les régulateurs européens et américains, alertés, découvrent ensuite d'autres souches commerciales génétiquement modifiées (par exemple dénommées Trilogy Mango ou African Sunset) peut-être mises sur le marché depuis plusieurs années. À la suite des autorités finlandaises, ils ont rapidement demandé aux vendeurs de ces plantes de détruire leurs stocks, considérés comme illégaux car produits sans permis.  
Une étude allemande publiée par le journal Nature en 1987 avait montré que l'insertion d'un transgène de maïs dans le pétunia lui faisait produire un nouveau pigment (pélargonidine) lui conférant une couleur saumonée. La controverse sur les OGM alors émergente n'a pas empêché S & G Seeds (filiale du semencier néerlandaise Zaadunie de breveter la technologie) pour en 1995 annoncer avoir créé des pétunias modifiés de manière plus stable, orange. Une autre société (Rogers NK) ayant travaillé avec Zaadunie a été autorisée à faire des essais de culture en Floride. Une variété, dite Meyer a été produite, mais n'était pas supposée commercialisée. Le service américain  d'inspection des animaux et des plantes (APSIS) du Département de l'Agriculture des États-Unis a recherché des transgènes dans les pétunias. L'USDA a confirmé avoir retrouvé des traces de gènes du virus de la mosaïque du chou-fleur parfois utilisé pour contrôler l'expression d'un gène inséré (ce virus étant officiellement classés « ravageur végétal », les plantes contenant son ADN sont soumises à la réglementation APHIS) ; les tests faits au printemps 2017 ont révélé dix variétés différentes de Pétunia génétiquement modifiées, et vingt-et-une autres qui le sont potentiellement en attente d'une éventuelle confirmation. 
Dans un guide adressé à l'industrie horticole, l'APSIS propose aux producteurs et vendeurs d'incinérer, autoclaver, ou enterrer ces plantes sous au moins un pied d'épaisseur de terre. Le secteur horticole n'a pas pu fournir d'estimations précises des quantités qu'elle a mises sur le marché. Certaines entreprises semblent en avoir vendu durant une dizaine d'années selon Michael Firko, administrateur adjoint de la division des services de réglementation de la biotechnologie de l'APHIS à Riverdale, dans le Maryland.  
Les variétés illégalement dispersées car nécessitant autorisation sont (au 23 mai 2017) les suivantes :
- African Sunset
- Bonnie Orange aussi dénommée "Starlet Orange" en Amérique du Nord
- Capella Red
- Cascadias Red Lips
- Colorworks Homare
- Confetti Garden Tangerine Tango
- Confetti Garden Twist
- Fortunia Early Orange
- Go!Tunia Orange
- Headliner Electric Orange, aussi commercialisée sous le nom Famous Electric Orange
- Hells Bells Improved
- KwikKombo Color My Sunset
- KwikKombo Orange Twist
- Pegasus Orange
- Pegasus Table Orange
- Perfectunia Mandarin
- Perfectunia Orange
- Potunia Plus Papaya
- Salmon Ray, aussi commercialisée sous le nom  Pegasus Orange Morn
- Sanguna Salmon
- Starlet Red, also known as Bonnie Red 14
- Supertunia Raspberry Blast aussi commercialisée sous le nom  Hoobini Pink
- Supertunia Rose Blast Charm, aussi commercialisée sous le nom  Mini Rose Blast
- Sweetunia Orange Flash
- Trilogy ’76 Mix—Liberty Mix
- Trilogy Deep Purple
- Trilogy Formula Mix
- Trilogy Mango
- Trilogy Red
- Whispers Orange, aussi commercialisée sous le nom Dekko Orange

## Langage des fleurs
Dans le langage des fleurs, le pétunia symbolise l'obstacle.